# Aleksandyr Christow (piłkarz)
Aleksandyr Christow (bułg. Александър Христов, ps. Szkubata (bułg. Шкубата); ur. 31 maja 1904 w Sofii, zm. 12 marca 1992 tamże) – bułgarski piłkarz, grający na pozycji obrońcy.

## Kariera klubowa
Całą karierę klubową spędził w Lewskim Sofia. Grał w tym klubie w latach 1921–1935 i zdobył z nim mistrzostwo i puchar kraju w 1933.

## Kariera reprezentacyjna
W latach 1924–1931 rozegrał 7 meczów w reprezentacji Bułgarii. Wraz z kadrą rozegrał 1 mecz na igrzyskach olimpijskich w 1924.